# Iva Bittová

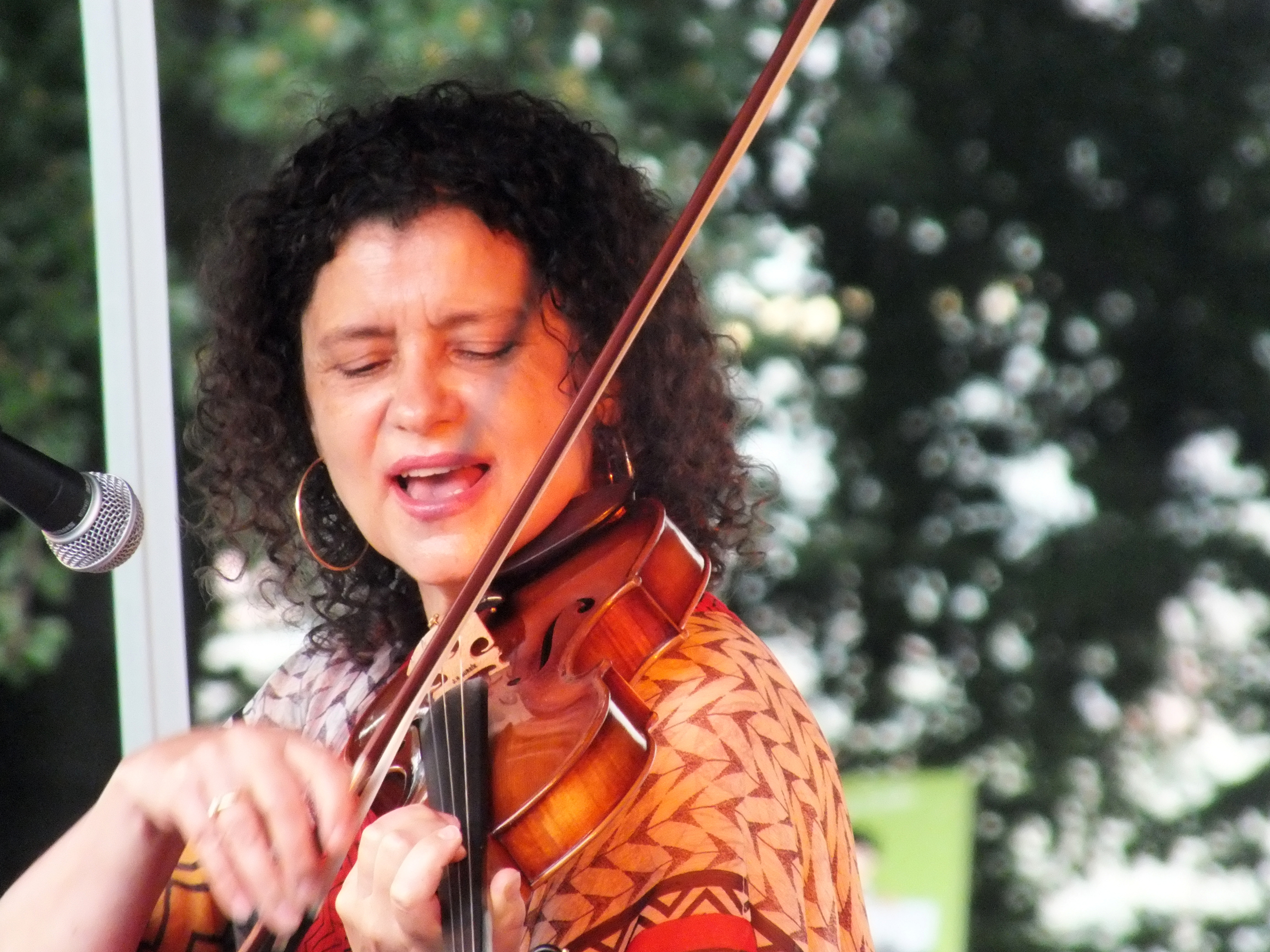
Iva Bittová (2016)

Iva Bittová (* 22. Juli 1958 in Bruntál) ist eine tschechische Sängerin, Schauspielerin und Violinistin. Als Musikerin international bekannt wurde sie durch den Dokumentarfilm über Fred Frith Step Across the Border (1990), in dem sie zusammen mit Pavel Fajt zu sehen ist.

## Leben und Werk
Ihr Vater Koloman Bitto, ein Rom slowakisch-ungarischer Herkunft, spielte Gitarre, Trompete und Bass in klassischen und Folk-Ensembles. Ihre Mutter ist die jüdische Sängerin Ludmila Bittová (geborene Masařová). Ihre Schwester ist die Sängerin und Musikerin Ida Kelarová, die die Gruppe Romanó Rat gegründet hat.
Als Kind einer musikalischen Familie erhielt Bittová in jungen Jahren Ballett- und Geigenunterricht. Später studierte sie Schauspiel, Gesang, Violine (bei Rudolf Šťastný) und Komposition. Schon als Kind spielte sie verschiedene Rollen in tschechischen Filmen und Fernsehproduktionen. In den frühen 1980er Jahren widmete sie sich immer mehr der Musik und entwickelte einen eigenen Gesangs- und Geigenstil. Ihre Musik nimmt sehr heterogene Einflüsse auf. Zwischen Jazz, Avantgarde, mährischer Folklore und klassischem Songwriting ist sie auf der Suche nach neuen Ausdrucksmöglichkeiten, bei denen stets ihre variable, zarte bis durchdringende Stimme im Vordergrund steht. In den neunziger Jahren fand sie internationale Anerkennung und tritt seitdem regelmäßig in Europa, der USA und in Japan auf.
Der englische Avantgarde-Musiker Fred Frith widmete ihr sein 1. Streichquartett Lelekovice (1990). Sie ist als Solistin erfolgreich. Darüber hinaus hat sie u. a. mit Hamid Drake, Marc Ribot, David Krakauer, Don Byron, Tom Cora, Phil Minton, David Moss, George Mraz, Jaromír Honzák und Bill Frisell gearbeitet.
Neben ihrer musikalischen Karriere betätigte sich Bittová nach wie vor als Schauspielerin. 2003 spielte sie die Rolle der Zena im Spielfilm Zelary, der für den Oscar als bester fremdsprachiger Film im Jahr 2004 nominiert war.
Iva Bittová hat zwei Söhne und lebte mit diesen lange Zeit in Lelekovice, einem Dorf bei Brünn. 2007 übersiedelte sie in die USA und lebt seitdem in Rhinebeck, New York.

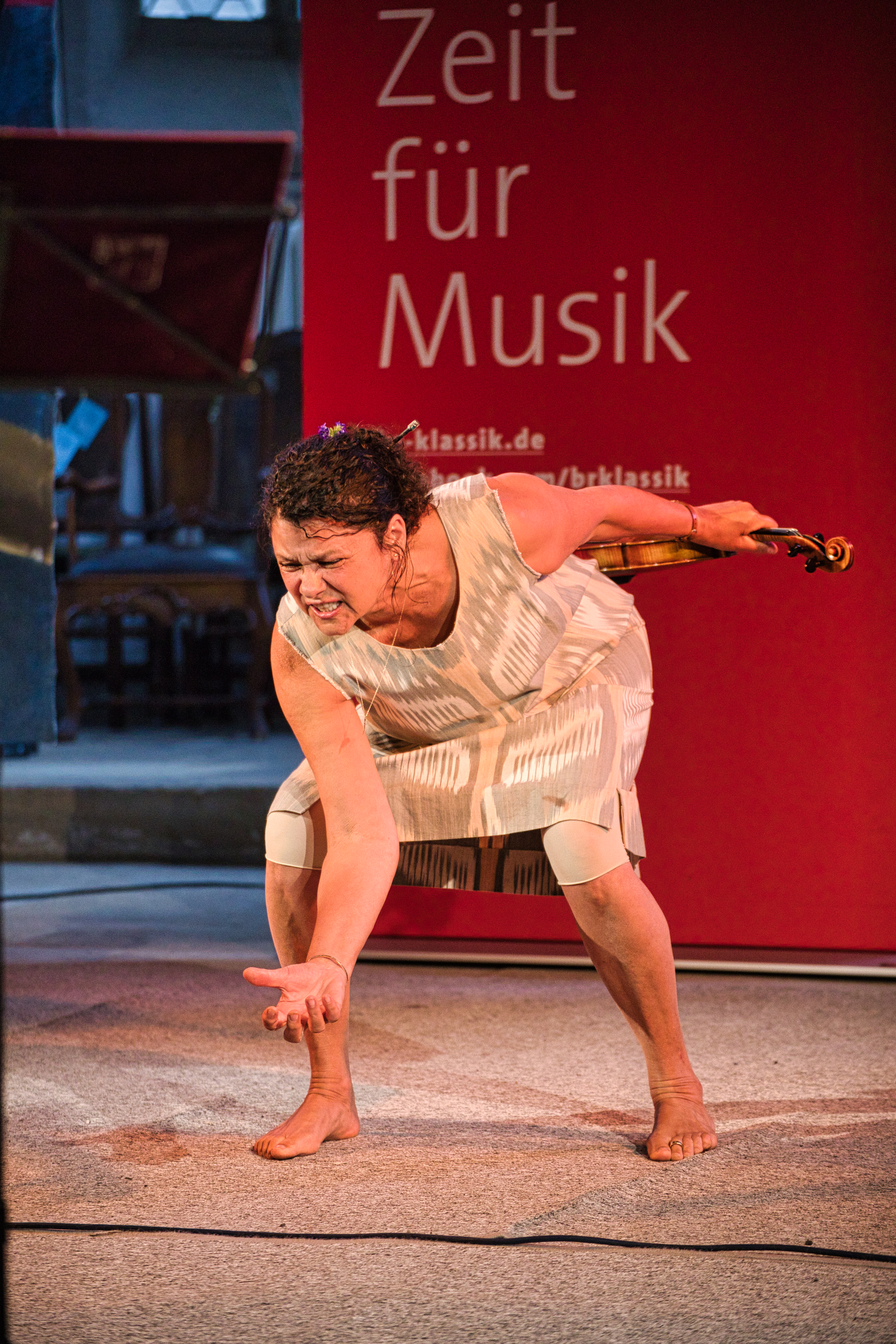
Iva Bittová auf dem Rudolstadt-Festival 2024

## Diskografie
- Ivo Perelman / Iva Bittová / Michael Bisio: Vox Populi Vox Dei (Mahakala Music 2024)
- Iva Bittová, Timothy Hill, David Rothenberg, New Cicada Trio: Live in Beacon (Terra Nova 2017)
- Iva Bittová ECM (2013)
- George Mraz – Iva Bittova: Moravian Gems (Cube-Metier 2007)
- Vladimír Godár: Mater (ECM 2007)
- Susumu Yokota: Skintone (2006) Japonsko
- Elida (2005)
- V.A.: The Man Who Cried – Original Soundtrack (Sony 2003, nur auf drei Titeln)
- Fred Frith: Step Across the Border – Original Soundtrack (2003, nur auf zwei von 26 Titeln)
- Ples Upírů (2002)
- Čikori (2001)
- Echoes (2001)
- Classic (Supraphon 1998)
- Iva Bittová & Dorothea Kellerová: Béla Bartók – 44 Duets for Two Violins (Rachot Behémót 1997)
- Bílé inferno (1997)
- Bittová & Fajt (1997)
- Iva Bittová (1997)
- Pustit musíš (1996)
- Divná slečinka (1996)
- Kolednice (1995)
- Ne nehledej (1994)
- River of Milk (1991)
- Iva Bittová + Dunaj (1988)
- Svatba (1988)

## Filmografie
- Ružové sny (engl. Synchronisation Rosy Dreams, in der Rolle der Jolana, 1976)
- Die Insel der Silberreiher (1976)
- Jak se budí princezny (1977)
- Balada pro Banditu (engl. Ballad for a Bandit, Rolle der Erzsika, 1978)
- L. Janáček: Zápisník zmizelého (1980)
- Únos Moravanky (1983)
- Mikola a Mikolko (1988)
- Step Across the Border, Dokumentarfilm über Fred Frith (1990)
- Něha (engl. Synchronisation Tenderness) (1991)
- In stürmischen Zeiten: Gesang für die Rolle der Suzie, gespielt von Christina Ricci, in den Songs Dido's Lament von Henry Purcell und Gloomy Sunday (2000)
- Zelary (Rolle der Žeňa, 2003)
- Tajnosti (engl. Synchronisation Little Girl Blue, Rolle der Julie, 2007)
- Nightsiren (Světlonoc) (Rolle der Otyla, 2022)[2]